# Cleora adustaria
Cleora adustaria är en fjärilsart som beskrevs av Fritz Preissecker. Cleora adustaria ingår i släktet Cleora och familjen mätare. Inga underarter finns listade i Catalogue of Life.